# سیارک ۱۵۵۱۳۸
سیارک ۱۵۵۱۳۸ (به انگلیسی: 155138 Pucinskas، نامگذاری:2005TM169) صد و پنجاه و پنج هزار و صد و سی و هشتمین سیارک کشف شده‌است که در ۹ اکتبر ۲۰۰۵ کشف شد.